# إيفاناس ستابوفيتش
إيفاناس ستابوفيتش (مواليد 14 يوليو 1980) هو ملاكم لتواني، مثّل بلاده في الألعاب الأولمبية الصيفية 2000.

## روابط خارجية
إيفاناس ستابوفيتش على موقع اللجنة الأولمبية الدولية (الإنجليزية)
- إيفاناس ستابوفيتش على موقع أوليمبيديا (الإنجليزية)